# Гунке, Иосиф Карлович
Иосиф (Осип) Карлович Гунке (9 февраля 1802— 5 (17) декабря 1883) — русский композитор, педагог и музыкальный теоретик.

## Биография
По национальности чех. Родом из Богемии. В 1834 году поступил на службу органистом и скрипачом в оркестре Императорских театров в Санкт-Петербурге. Позже давал уроки в придворной капелле. Его советами как музыкального педагога-теоретика пользовались многие музыканты, в том числе А. Н. Серов. Среди учеников И. К. Гунке были композиторы Ю. К. Арнольд, А. И. Евгеньев и певец О. А. Петров.
И. К. Гунке — автор ряда теоретические сочинений и статей в «Музыкальном Листке».
Из его сочинений изданы:
- «Учение о мелодии» (Санкт-Петербург, 1859);
- «Руководство к изучению гармонии» (Москва, 1887);
- «Руководство к сочинению музыки» (Москва, 1887);
- «Письма о музыке» (Санкт-Петербург, 1863).

## Избранные музыкальные сочинения
- «Te Deum»;
- Реквием для четырёх голосов и органа;
- торжественная обедня;
- три квартета для смычковых инструментов;
- «Мозаика»;
- оратория «Потоп»;
- полонез «Grande polonaise»
- оркестровые увертюры;
- торжественный марш
- сонаты;
- три квинтета,
- фантазия на малороссийские песни для фортепиано и виолончели или скрипки,
- фортепианные пьесы в 2 и 4 руки,
- несколько песен и романсов.